# Аньхой
Провінція Аньхо́й (кит. 安徽省, пін. Ānhuī shěng; правильна транскрипція українською — Аньхуей) — провінція на Сході Китаю, в пониззі річок Хуайхе і Янцзи.
Площа 139,9 тис. км². Населення 64,610 млн чоловік (2007, 8-е місце серед провінцій).
Адміністративний центр місто Хефей. Великі міста: Аньцін, Бенбу, Уху.

## Географія

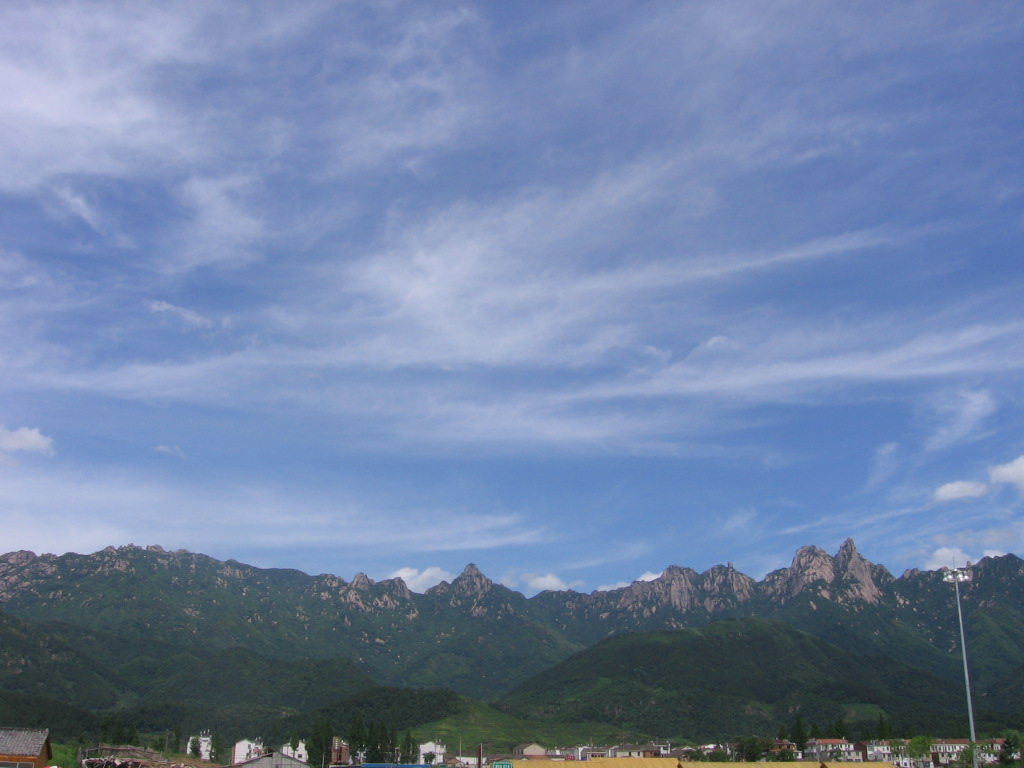
Гірський пейзаж на півдні провінції

Північна частина провінції Аньхой — продовження Великої Китайської рівнини; центральна частина — погорбована рівнина, яку перетинає хребет Хуаншань (1864 м), південь провінції Аньхой — нагір'я.

### Клімат
Клімат субтропічний, мусонного типу.
Пересічна температура січня 4-1°, липня +28°.
Опадів 700—1100 мм на рік.
Найбільші річки Янцзи і Хуайхе. Багато озер, найбільші — Хунцзеху і Чаоху. Ґрунти на рівнині алювіальні.
Ліси займають 16 % території.

## Історія
Територія провінції була частиною стародавнього царства Чу, пізніше увійшла до складу імперії Цинь. Окрема провінція Аньхой була створена в 1667 році, після завоювання Китаю маньчжурами, шляхом об'єднання округів Аньцин і Хойчжоу, і названа по їх перших складах.

## Адміністративний поділ
Провінція поділяється на 16 міських округів.
| Карта | №         | Українська назва | Китайська назва | Піньінь   |
| ----- | --------- | ---------------- | --------------- | --------- |
|       | 1         | Хефей            | 合肥市          | Héféi Shì |
| 2     | Аньцін    | 安庆市           | Ānqìng Shì      |           |
| 3     | Бенбу     | 蚌埠市           | Bèngbù Shì      |           |
| 4     | Бочжоу    | 亳州市           | Bózhōu Shì      |           |
| 5     | Сюаньчен  | 宣城市           | Xuānchéng Shì   |           |
| 6     | Чичжоу    | 池州市           | Chízhōu Shì     |           |
| 7     | Чучжоу    | 滁州市           | Chúzhōu Shì     |           |
| 8     | Фуян      | 阜阳市           | Fǔyáng Shì      |           |
| 9     | Хуайбей   | 淮北市           | Huáiběi Shì     |           |
| 10    | Хуайнань  | 淮南市           | Huáinán Shì     |           |
| 11    | Хуаншань  | 黄山市           | Huángshān Shì   |           |
| 12    | Луань     | 六安市           | Lù'ān Shì       |           |
| 13    | Мааньшань | 马鞍山市         | Mǎ'ānshān Shì   |           |
| 14    | Сучжоу    | 宿州市           | Sùzhōu Shì      |           |
| 15    | Тунлін    | 铜陵市           | Tónglíng Shì    |           |
| 16    | Уху       | 芜湖市           | Wuhú Shì        |           |

## Сільське господарство
Аньхой — один з головних сільсько-господарських районів країни. Основна галузь сільського господарства — землеробство. 
Головні культури: рис, пшениця, соя, бавовник, ріпак, чай, тютюн. Щодо збору чаю, ріпаку та тютюну Аньхой займає одне з провідних місць в Китаї. 
В 1950-ті роки виконано великий комплекс робіт по регулюванню течії р. Хуайхе та збільшенню площ зрошуваних земель (до 90 % всієї орної землі в 1959). 

## Господарство
Швидко розвиваються гірнича промисловість (видобування вугілля в Хуайнанському родовищі, заліз. руди в Мааньшані, мідної руди в Тунгуаньшані та Аньціні, алунітів у Луцзяні), металургійна промисловість (Мааньшаньський металургічний комбінат, Тунгуаньшаньський мідеплавильний комбінат), машинобудівна, текстильна, паперова, харчова промисловість. 
Основний вид транспорту — водний (70 % вантажообігу). 
Протяжність залізниць 703 км.

## Культура
У м. Сі провінції Аньхой народився талановитий художник Сюй Гу (1824—1896).
У повіті Тайху народився релігійний діяч Чжао Пучу (1907-2000)